# Freyeria persa
Freyeria persa är en fjärilsart som beskrevs av Hanan Bytinski-salz 1937. Freyeria persa ingår i släktet Freyeria och familjen juvelvingar. Inga underarter finns listade i Catalogue of Life.